# Surkowskaja
Surkowskaja (ros. Сурковская) – wieś w Rosji, w rejonie wożegodskim obwodu wołogodzkiego. W 2010 r. liczyła 18 mieszkańców.